# حلوای زبرپولک
حلوای زبرپولک (نام علمی: Clidoderma asperrimum) نام یک گونه از تیره کفشک‌ماهیان راست‌روی است.